# Koninkrijk Rwanda
Het koninkrijk Rwanda (Kinyarwanda: Ubwami bw'u Rwanda) was een koninkrijk van de Bantoes in Oost-Afrika, in wat tegenwoordig de republiek Rwanda is. De Hutu's, die voornamelijk boeren waren, vormden veruit de grootste bevolkingsgroep, terwijl de heersende klasse (waaronder de koningen) uit voornamelijk Tutsi's bestond. 
Het koninkrijk ontstond in de 15e eeuw na het uiteenvallen van Kitara en bleef onafhankelijk tot aan de instelling van een Duits protectoraat in 1884. Gedurende de koloniale periode bleef het koninkrijk echter wel bestaan, aanvankelijk als onderdeel van Duits-Oost-Afrika en na de Eerste Wereldoorlog als onderdeel van het Belgische mandaatgebied (later trustschap) over Ruanda-Urundi. Bij een referendum in 1961 stemde een ruime meerderheid van 80% van de bevolking (voornamelijk Hutu's) voor afschaffing van de monarchie en voor de onafhankelijkheid. Het koninkrijk kwam daarmee op 1 juli 1961 ten einde en in 1962 verkreeg Rwanda de onafhankelijkheid. Kigeli V was in 1961 de laatste mwami (koning) van Rwanda. Tijdens zijn ballingschap bleef hij echter het koningschap claimen en de koninklijke titel wordt sinds 2017 geclaimd door zijn opvolger Emmanuel Bushayija als Yuhi VI.